# Calthwaite
Calthwaite – wieś w Anglii, w Kumbrii, w dystrykcie (unitary authority) Westmorland and Furness, w civil parish Hesket. Leży 20 km na południowy wschód od miasta Carlisle i 401 km na północny zachód od Londynu. W latach 1870–1872 miejscowość liczyła 269 mieszkańców.